# Tuchulcha
A la mitologia etrusca, Tuchulcha era un daimon ctónic amb orelles punxegudes (potser de ruc), i el cabell fet de serps i un bec (com el d'un voltor). Tulchulcha vivia al inframón conegut com a Aita.
Molts estudiosos es refereixen a aquesta deïtat com masculina a causa d'algunes característiques com el pèl facial animalístic similar a una barba. Tanmateix, segons Nancy de Grummond, "Sovint es fa referència a aquest monstre com un mascle però de fet és molt probablement femella (o sense gènere), ja que porta un vestit de dona, té pell rosada pàl·lid (comparada amb el vermell-maó estàndard de la pell amb la que representaven els mascles), i fins i tot sembla tenir pits." També identifica les marques en forma de diamant de les serps de Tuchulcha com a escurçons (Vipera berus berus). Emeline Turó Richardson, Graeme Barker i Tom Rasmussen també constaten que Tuchulcha és femella. Tanmateix, és conegut pels historiadors clàssics que el vestit de Tuchulcha, conegut com a Quitó, el portàven tant homes com dones.
L'única imatge de Tuchulcha està identificada a una pintura de paret a la Tomba d'Orcus II, a Tarquinia, Itàlia. Allà la deïtat apareix en un representació de la història de Tese (el grec Teseu) visitant l'inframón. Tese i el seu amic Peirithous (de qui només es veu el cap a la porció de la imatge conservada) estan jugant a un joc de taula, amb Tuchulcha observant-los.
A la pel·lícula, L'etrusco uccide ancora (1972, dirigida per Armando Crispino), un fresc que mostra Tuchulcha és la inspiració per un assassí en sèrie que es cometen a algun lloc entre Spoleto i Cerveteri.